# Salt Creek
Pour l’article homonyme, voir Salt Creek.
Salt Creek est une ville américaine située dans le comté de Pueblo dans l’État du Colorado.

## Démographie
| 2000 | 2010 | - | - | - | - |
| ---- | ---- | - | - | - | - |
| 648  | 587  | - | - | - | - |